# 1080-as busz
Az 1080-as jelzésű távolsági autóbusz-járat Budapest, Népliget autóbusz-állomás és Kecskemét, Autóbusz-állomás között közlekedik. A járatot a Volánbusz Zrt. üzemelteti.

## Közlekedése
Az autóbusz keresztül haladt Dabas, Lajosmizse településeken, de bizonyos járatok Kecskemét és Budapest között sehol nem álltak meg és végig az M5-ös autópályán közlekedtek. Egyes Kecskemétre közlekedő járatok Dabason több megállóhelyet érintettek. Egy járat iskolai előadási napokon Budapest és Örkény között, egy járat tanév tartama alatt munkanapokon Lajosmizse és Budapest között közlekedett.
2024. augusztus 17-ei menetrend módosítások után a Budapest és Kecskemét között autópályán közlekedő járatoknak maradt meg ez a vonalszáma.

## Megállóhelyei
| 0 | Budapest, Népliget autóbusz-pályaudvar végállomás | 2 | 2 | 1, 1A 83 254E 901, 914, 914A, 918, 950, 950A 607, 608, 616, 625, 626, 627, 628, 629, 630, 631, 632, 633, 635, 636, 650, 653, 654, 655, 656, 657, 660, 661, 679 1085, 1087, 1090, 1092, 1094, 1110, 1111, 1113, 1115, 1120, 1121, 1123, 1125, 1131, 1134, 1136, 1172, 1173, 1174, 1175, 1176, 1177, 1183, 1184, 1185, 1188, 1189, 1193, 1194, 1205, 1212, 1215, 1216, 1229, 1251, 1253, 1254, 1257, 1268                                                                                                 |
| 1 | Kecskemét, Széchenyiváros                         | ∫ | 1 | 616, 625 1081, 1085, 1087, 1090, 1092 5240, 5241, 5242, 5245 |
| 2 | Kecskemét, autóbusz-állomás végállomás            | ∫ | 0 | 1, 1D, 2D, 2S, 7, 7C, 12D, 15, 19, 21, 21D, 22, 22A, 25, 32 550, 551, 553, 555, 581, 616, 625 1081, 1085, 1087, 1090, 1092, 1348, 1362, 1376, 1499, 1524, 1528, 1529, 1547, 1566 4777, 5075, 5076, 5202, 5203, 5205, 5206, 5207, 5208, 5209, 5210, 5211, 5212, 5213, 5214, 5215, 5216, 5217, 5218, 5219, 5220, 5221, 5222, 5223, 5224, 5225, 5226, 5227, 5228, 5229, 5230, 5231, 5232, 5233, 5234, 5235, 5237, 5238, 5240, 5241, 5242, 5243, 5244, 5245, 5250, 5255, 5258, 5279, 5359, 5387, 5502       |
| 3 | Kecskemét, Daimler 1. kapu végállomás             | 1 |   | 1D, 2D, 12D, 14D, 15D, 21D 550, 553, 625 1090, 1092 5075, 5076, 5202, 5206, 5209, 5211, 5212, 5213, 5214, 5215, 5216, 5217, 5218, 5227, 5235, 5245, 5250, 5255, 5258, 5279, 5387 |
|   | Kecskemét, autóbusz-állomás végállomás            | 0 |   | 1, 1D, 2D, 2S, 7, 7C, 12D, 15, 19, 21, 21D, 22, 22A, 25, 32 550, 551, 553, 555, 581, 616, 625 1081, 1085, 1087, 1090, 1092, 1348, 1362, 1376, 1499, 1524, 1528, 1529, 1535, 1547, 1566 4777, 5075, 5076, 5202, 5203, 5205, 5206, 5207, 5208, 5209, 5210, 5211, 5212, 5213, 5214, 5215, 5216, 5217, 5218, 5219, 5220, 5221, 5222, 5223, 5224, 5225, 5226, 5227, 5228, 5229, 5230, 5231, 5232, 5233, 5234, 5235, 5237, 5238, 5240, 5241, 5242, 5243, 5244, 5245, 5250, 5255, 5258, 5279, 5359, 5387, 5502 |